# Grużajny
Grużajny [pronunciación en polaco: /ɡruˈʐai̯nɨ/] es un pueblo ubicado en el distrito administrativo de Gmina Godkowo, dentro del Distrito de Elbląg, Voivodato de Varmia y Masuria, en Polonia del norte. Se encuentra aproximadamente a 29 kilómetros al este de Elbląg y a 53 kilómetros al noroeste de la capital regional Olsztyn.